# Gazprombank
Gazprombank (en ruso: Газпромбанк) o GPB es el tercer mayor banco de la Federación Rusa. Las principales áreas de negocio del banco son la banca corporativa, banca minorista, banca de inversión y servicios a depositarios. Sus actividades bancarias también incluyen la negociación de acciones, operaciones de cambio extranjeras, operaciones con metales preciosos, operaciones de compensación y liquidación.
El banco tiene una red de distribución de 43 sucursales y más de 260 puntos de venta bancarios localizados a lo largo de toda la Federación Rusa. GPB también posee intereses en otros tres bancos rusos. Además Gazprombank está representado en los mercados de Bielorrusia, Armenia y Suiza a través de la participación e intereses en tres bancos extranjeros: Belgazprombank (Bielorrusia), Areximbank-Gazprombank Group (Armenia) y Gazprombank (Suiza) Ltd. Gazprombank también tiene oficinas representativas en Mongolia, China e India.
En agosto de 2005, adquirió Gazprom Media, el mayor holding de medios de comunicación ruso, que incluye el canal de televisión NTV y el periódico Izvestia, de la compañía matriz del banco Gazprom.

## Gestión
A diciembre de 2011:
Director del Consejo de Administración
- Alexéi Miller (Presidente, Vicepresidente de Gazprom, CEO de Gazprom, anteriormente Ministro Adjunto de Energía de Rusia)

Presidente del Consejo de Dirección
- Andréi Akimov (Chairman of the Management Board)